# Jake Steinfeld
Jake Steinfeld (Brooklyn, 21 febbraio 1958) è un attore e culturista statunitense.

## Vita privata
È sposato dal 1989 e ha avuto quattro figli.

## Filmografia parziale

### Cinema
- National Lampoon's Movie Madness, regia di Bob Giraldi e Henry Jaglom (1982)
- Tutto in una notte (Into the Night), regia di John Landis (1985)
- Due tipi incorreggibili (Tough Guys), regia di Jeff Kanew (1986)
- Casa, dolce casa? (The Money Pit), regia di Richard Benjamin (1986)
- Il principe cerca moglie (Coming to America), regia di John Landis (1988)
- Riposseduta (Repossessed), regia di Bob Logan (1990)
- Eddy e la banda del sole luminoso (Rock-a-Doodle), regia di Don Bluth e Dan Kuenster (1991) - voce
- Ratatouille, regia di Brad Bird (2007) - voce

### Televisione
- Model Behavior - Una passerella per due (Model Behavior), regia di Mark Rosman - film TV (2000)

## Doppiatori italiani
Nelle versioni in italiano delle opere in cui ha recitato, Jake Steinfeld è stato doppiato da:
- Paolo Buglioni in Casa, dolce casa?
- Maurizio Fardo ne Il principe cerca moglie

Da doppiatore è sostituito da:
- Mauro Magliozzi in Ratatouille